# Bestie z morza
Bestie z morza (tytuł oryg. Shark Attack) – horror z 1999 roku w reżyserii Boba Misiorowskiego. W filmie występują Casper Van Dien, Jenny McShane i Ernie Hudson.

## Opis fabuły
Biolog Steven McRay poszukując sprawcy zabójstwa przyjaciela wpada na trop eksperymentów, którym poddawane są rekiny żyjące u wybrzeży RPA.

## Obsada
- Casper Van Dien jako Steven McKray
- Ernie Hudson jako	Lawrence Rhodes
- Bentley Mitchum jako Dr Miles Craven
- Jenny McShane jako Cornnie DeSantis
- Tony Caprari jako	Mani
- Chris Olley jako Szef policji
- Caroline Barkhuizen jako Pielęgniarka
- Douglas Bristow jako Doktor Puri